# Калмер, Рене
Рене Калмер — южноафриканская легкоатлетка, которая специализируется в беге на длинные дистанции. На олимпийских играх 2008 года выступала в беге на 1500 метров, но не смогла выйти в финал. На Олимпиаде 2012 года в Лондоне заняла 35-е место в марафоне, показав результат 2:30.51. Финишировала на 31-м месте в марафоне на чемпионате мира 2011 года в Тэгу.
Впервые на международных соревнованиях выступила в 1997 году. На чемпионате мира среди юниоров 1997 года выступала в беге на 1500 метров, но не смогла пробиться в финал. Чемпионка ЮАР в беге на 800 метров в 2003 году, в беге на 1500 метров в 1997, 2001, 2002, 2003 и 2004 годах, на дистанции 5000 метров в 2000, 2001 и 2004 годах. В настоящее время владеет национальными рекордами на дистанциях 3000 и 5000 метров в помещении.
Родилась в семье Кристофера и Элоизы Калмеров. У неё есть брат Херман и младшая сестра Кристина, которая также легкоатлетка.

## Достижения
- 2010;  Кейптаунский полумарафон — 1:12.39
- 2010;  Кейптаунский полумарафон — 1:15.02
- 2012;  Полумарафон Гифу — 1:13.02